# Кларкстон (Вашингтон)
Кларкстон (англ. Clarkston) — місто (англ. city) в США, в окрузі Асотин штату Вашингтон. Населення — 7161 особа (2020).

## Географія
Кларкстон розташований за координатами 46°24′55″ пн. ш. 117°3′0″ зх. д. / 46.41528° пн. ш. 117.05000° зх. д. (46.415405, -117.050135).  За даними Бюро перепису населення США в 2010 році місто мало площу 5,41 км², з яких 5,20 км² — суходіл та 0,21 км² — водойми.

## Демографія
Згідно з переписом 2010 року, у місті мешкало 7229 осіб у 3226 домогосподарствах у складі 1744 родин. Густота населення становила 1336 осіб/км².  Було 3411 помешкання (631/км²).
Расовий склад населення:
| - 92,1 % — білих - 2,1 % — корінних американців - 0,7 % — чорних або афроамериканців - 0,7 % — азіатів - 0,1 % — вихідців з тихоокеанських островів - 1,2 % — осіб інших рас |

До двох чи більше рас належало 3,1 %. Частка іспаномовних становила 4,0 % від усіх жителів.
За віковим діапазоном населення розподілялося таким чином: 22,7 % — особи молодші 18 років, 60,4 % — особи у віці 18—64 років, 16,9 % — особи у віці 65 років та старші. Медіана віку мешканця становила 37,7 року. На 100 осіб жіночої статі у місті припадало 90,2 чоловіків;  на 100 жінок у віці від 18 років та старших — 87,0 чоловіків також старших 18 років.
Середній дохід на одне домашнє господарство  становив 39 815 доларів США (медіана — 32 042), а середній дохід на одну сім'ю — 47 829 доларів (медіана — 44 375). Медіана доходів становила 32 306 доларів для чоловіків та 29 330 доларів для жінок. За межею бідності перебувало 20,6 % осіб, у тому числі 23,4 % дітей у віці до 18 років та 13,1 % осіб у віці 65 років та старших.
Цивільне працевлаштоване населення становило 2980 осіб. Основні галузі зайнятості: освіта, охорона здоров'я та соціальна допомога — 23,2 %, мистецтво, розваги та відпочинок — 14,6 %, роздрібна торгівля — 13,4 %.